# Margaret Berger
Margaret Berger (Trondheim, 11 oktober 1985) is een Noorse zangeres.

## Biografie
Margaret Berger raakte in het voorjaar van 2004 bekend bij het grote publiek door haar deelname aan Jakten på en superstjerne, de Noorse versie van Pop Idol. Berger schopte het tot de finale, en eindigde uiteindelijk op de tweede plaats. In oktober 2004 bracht Margaret Berger haar eerste album uit, onder de titel Chameleon. Het album haalde de vierde plaats in de Noorse lijsten. Voor het nummer Lifetime guarantee, dat op dit album stond, kreeg ze de Spellemannsprisen voor beste videoclip. In 2008 werd ze muzikaal directeur van NRK P3, een radiozender van de openbare omroep NRK.
In 2013 nam Berger deel aan Melodi Grand Prix, de Noorse nationale voorronde voor het Eurovisiesongfestival. Met het nummer I feed you my love won ze de tweede halve finale, en stootte zo door naar de finale. Die won ze uiteindelijk ook met groot verschil. Daardoor mocht ze haar vaderland vertegenwoordigen op het Eurovisiesongfestival 2013, dat gehouden werd in het Zweedse Malmö. Ze stootte door naar de finale, waar ze eindigde als vierde.

## Discografie

### Singles
| Single met eventuele hitnotering(en) in de Nederlandse Top 40 | Datum van verschijnen | Datum van binnenkomst | Hoogste positie | Aantal weken | Opmerkingen                 |
| ------------------------------------------------------------- | --------------------- | --------------------- | --------------- | ------------ | --------------------------- |
| I feed you my love                                            | 2013                  | -                     |                 |              | Nr. 49 in de Single Top 100 |

| Single met hitnotering(en) in de Vlaamse Ultratop 50 | Datum van verschijnen | Datum van binnenkomst | Hoogste positie | Aantal weken | Opmerkingen |
| ---------------------------------------------------- | --------------------- | --------------------- | --------------- | ------------ | ----------- |
| I feed you my love                                   | 2013                  | 25-05-2013            | tip21           | -            |             |